# Frederick Chilton
Frederick Chilton è un personaggio immaginario creato dallo scrittore Thomas Harris che compare nei libri "Il delitto della terza luna" e "Il silenzio degli innocenti".
Sul grande schermo è stato interpretato da Benjamin Hendrickson (Manhunter - Frammenti di un omicidio) e Anthony Heald (Il silenzio degli innocenti, Red Dragon), mentre nella serie televisiva "Hannibal" da Raúl Esparza.

## Apparizioni

### I romanzi

#### Il delitto della terza luna
Chilton viene introdotto in "Red Dragon", come direttore dell'ospedale psichiatrico di Baltimora, dove è internato il serial killer cannibale Hannibal Lecter, quando il profiler dell'FBI Will Graham va da Lecter per chiedere aiuto per catturare un altro serial killer, Francis Dolarhyde. Quando Dolarhyde viene a sapere delle visite di Graham a Lecter, i due assassini cercano di comunicare attraverso gli annunci di un giornale. Gli inservienti trovano una lettera di Dolarhyde nascosta nella cella di Lecter e Chilton informa Graham della scoperta. La risposta di Lecter viene decifrata, mostrando che Lecter ha rivelato a Dolarhyde l'indirizzo di Graham e lo ha invitato ad ucciderlo.

#### Il silenzio degli innocenti
Ne "Il silenzio degli innocenti", Chilton permette ad una tirocinante dell'FBI, Clarice Starling, di interrogare Lecter riguardo ad un altro serial killer, Jame Gumb, soprannominato "Buffalo Bill". Chilton è geloso di Clarice, che è entrata in sintonia con Lecter. Alla fine utilizza delle cimici per intercettare gli interrogatori, e apprende dell'offerta di Crawford di trasferire Lecter in una struttura meno severa, in cambio dell'identità di Buffalo Bill. Chilton sa che l'offerta è falsa, ma lascia che le cose procedano per attribuirsene il merito. Lecter viene trasferito, ma fornisce informazioni false: egli sostiene che il nome del killer è "Billy Rubin", un gioco di parole sulla bilirubina e un riferimento al colore dei capelli di Chilton. Lecter dà a Starling le informazioni necessarie per rintracciare Buffalo Bill ed evade, uccidendo le guardie. Mentre è in fuga, Lecter invia una lettera a Clarice Starling, dicendo di essere al sicuro e che non verrà a cercarla, e un'altra a Chilton giurando vendetta. Nell'adattamento cinematografico, Lecter telefona a Clarice, dicendo che gli piacerebbe rimanere a chiacchierare, ma che avrà "un vecchio amico per cena", poi riattacca mentre viene inquadrato Chilton.

#### Hannibal
Chilton non appare in questo libro perché viene detto che è scomparso in Giamaica sette anni prima, sottintendendo che sia stato ucciso da Lecter.

### La serie televisiva

#### Stagione 1
Appare per la prima volta nell'episodio "Antipasto", in cui un suo paziente, Abel Gideon (Eddie Izzard) uccide un'infermiera dopo che Chilton lo ha indotto a credersi il serial killer noto come lo squartatore di Chesapeake. Gideon alla fine scopre la verità e rimane vittima di una crisi di identità, fuggendo per cercare vendetta contro tutti i suoi psichiatri precedenti, tra cui Chilton. Gideon rapisce e tortura Chilton, con l'intenzione di lasciare i suoi organi come un "dono" per il vero Squartatore ma è costretto a fuggire dalla polizia, dopo aver asportato alcuni organi meno vitali di Chilton, rimasto vivo ma in condizioni critiche.

#### Stagione 2
Chilton riappare nella seconda stagione, senza un rene, camminando con un bastone, e da ora in grado di consumare alimenti ricchi di proteine. Will Graham (Hugh Dancy) - che è stato falsamente accusato degli omicidi dello squartatore di Chesapeake - è ora un paziente sotto la custodia di Chilton. Graham fa appello con successo alla vanità di Chilton e lo convince a aiutare a smascherare Hannibal Lecter (Mads Mikkelsen). Attraverso le risorse di Chilton, Graham è in grado di recuperare ricordi chiave, tra cui il fatto che Lecter è lo squartatore di Chesapeake. Scopre anche che Lecter induceva i suoi blackout e le crisi epilettiche. Chilton affronta Lecter con questo, ma afferma che manterrà il suo segreto. Attratto dalla prospettiva di essere quello che scopre l'identità dello squartatore di Chesapeake, Chilton prende Gideon nuovamente sotto la sua custodia, anche se Gideon non collabora ed è infine rapito da Lecter. Tuttavia, Chilton comincia a credere alle accuse di Graham contro Lecter, ma continua a fingere di non saperlo quando socializza con Lecter. Lecter incastra Chilton per gli omicidi dello Squartatore, uccidendo due agenti dell'FBI in casa di Chilton, e lascia quello che rimane di Gideon nella sua cantina. Chilton ha intenzione di abbandonare il paese, e cerca aiuto da Graham, che è stato rilasciato. Tuttavia, con i conti bancari di Chilton bloccati e sapendo che Lecter lo troverà se fugge, Graham chiama Jack Crawford (Laurence Fishburne) per arrestare Chilton per la propria incolumità. Durante l'interrogatorio di Chilton, una vittima sopravvissuta allo squartatore di Chesapeake, Miriam Lass (Anna Chlumsky), sta osservando dietro uno specchio unidirezionale. Dopo aver sentito la voce di Chilton, Lass riprende un falso ricordo impiantato da Lecter durante la sua detenzione, ovvero che il suo carceriere fosse Chilton: in un momento di shock, Lass prende la pistola e spara a Chilton.

#### Stagione 3
Nella terza stagione compare in "Aperitivo" dove viene rivelato che Chilton è sopravvissuto al colpo di pistola, ma che è stato sfigurato, perdendo un occhio e i denti superiori sul lato sinistro del viso; indossa delle protesi per nascondere le ferite riportate. Si avvicina ad altre vittime sopravvissute di Lecter: Graham, Jack Crawford, Alana Bloom (Caroline Dhavernas) e Mason Verger (Joe Anderson). Dopo che Lecter si arrende a Crawford, che si trova presso l'ospedale psichiatrico di Baltimora, inizialmente sotto le cure di Chilton; Alana Bloom alla fine sostituisce Chilton come direttore dell'ospedale. Chilton scrive un best seller su Lecter che è pieno di distorsioni e imprecisioni. Ha intenzione di scrivere un altro uno sul serial killer noto come "la fatina dei denti", Francis Dolarhyde, un serial killer che uccide intere famiglie. In seguito si offrirà di aiutare l'FBI alla cattura di Dolarhyde concedendo un'intervista a Freddie Lounds dove il serial-killer veniva denigrato. Dolarhyde lo rapirà per mostrargli la potenza del Grande Drago Rosso e poi lo libererà nel modo in cui Will Graham aveva finto la morte di Freddie Lounds, ovvero legato ad una sedia a rotelle in fiamme. Miracolosamente Chilton si salva perché la sedia a rotelle cade in una fontana, ma presenta ustioni molto gravi su tutto il corpo.